# Tom McDonald Park
Der Tom McDonald Park ist eine Parkanlage in Palm Cove in der Region Far North Queensland des australischen Bundesstaates Queensland. Westlich begrenzt ihn die Trivia Street und östlich die Oliva Street, im Norden und Süden grenzt der Park an bebaute Grundstücke.

## Name
Der Name des Parks geht auf Tom McDonald zurück, ein australischer Flugpionier, der in Cairns ein Jewelliergeschäft betrieb. Er landete 1929 mit einer Gypsy Moth auf dem Gebiet des heutigen Flughafen von Cairs, das damals eine Salzpfanne war. Er gründete ein Flugunternehmen, das Flüge nach Cooktown und Brisbane anbot. McDonald führte Notfall-Krankentransport durch und flog auch zu schwer erreichbaren Orten wie Bergwerkcamps und Viehstationen. Er bot Flüge an Strände an und später erreichte er auch Thursday Island und Burketown. Ihm ist auf dem Airport Cairns eine Tafel gewidmet, auf der seine Leistungen für Far North Queensland dokumentiert sind.

## Beschaffenheit und Zugang
Im Osten des Parks ist der offizielle Eingang über Treppenstufen und eine gewundene Schräge möglich. Im Westen kann das Parkgelände zwischen den zahlreich angeordneten Lücken der kniehohen, hölzernen Abgrenzungen unschwer betreten werden. An den bebauten Seiten des Parks ist das Gelände leicht erhöht und mit Bäumen bewachsen. Das Parkgelände fällt in Richtung Ostküste von Palm Cove leicht ab.
Etwas nördlich der Parkzentrums liegt ein gedeckter Picknicktisch. Im Park befinden sich drei Kinderspielplätze.